# Красносілка (Берездівська сільська громада)
Красносі́лка — село в Україні, у Берездівській сільській громаді Шепетівського району Хмельницької області. Населення становить 247 осіб.

## Географія
Село розташоване на півночі Шепетівського району, на річці Нирка, яка біля села впадає в річку Жариху, та за 28 км від м.Славута. Селом проходить автошлях Т 1804 Корець-Славута-Антоніни.
Сусідні населені пункти:

## Історія
У кінці 19 століття в селі 86 домів і 501 жителів, церква з 1783 року і однокласова школа. Колись село належало Гостським, від них перейшло до князів Соломирецьких, а в 18 столітті — до Ленкевичів, Іпогорських, Валевських. З ручних виробів місцевих селян були колись різнобарвні «паси красноселецькі», які виробляли місцеві жінки.
У 1906 році село Довжанської волості Острозького повіту Волинської губернії. Відстань від повітового міста 30 верст, від волості 6. Дворів 106, мешканців 590.
В селі також видобувався граніт.
7 (20) листопада 1917 року, відповідно до Третього Універсалу Української Центральної Ради, увійшло до складу Української Народної Республіки.
Під час Голодомору в селі від голоду померло 8 чоловік.
12 червня 2020 року, відповідно до розпорядження Кабінету Міністрів України № 727-р «Про визначення адміністративних центрів та затвердження територій територіальних громад Хмельницької області», увійшло до складу Берездівської сільської громади.
19 липня 2020 року, в результаті адміністративно-територіальної реформи та ліквідації Славутського району, село увійшло до складу Шепетівського району.
22 червня 2023 року рішенням №230 Національної комісії зі стандартів державної мови віднесено до списку населених пунктів, які «можуть не відповідати лексичним нормам української мови», зокрема стосуватися «російської імперської чи колоніальної політики». Громаді рекомендовано обґрунтувати доцільність збереження поточної назви або запропонувати нову назву в установленому законодавством порядку.

## Населення
Згідно з переписом УРСР 1989 року чисельність наявного населення села становила 242 особи, з яких 112 чоловіків та 130 жінок.
За переписом населення України 2001 року в селі мешкало 247 осіб.

### Мова
Розподіл населення за рідною мовою за даними перепису 2001 року:
| Мова       | Відсоток |
| ---------- | -------- |
| українська | 98,79 %  |
| російська  | 0,81 %   |
| інші       | 0,40 %   |

## Сполучення
Через село курсують автобуси:
- Славута — Мухарів
- Славута — Бесідки
- Славута — Плоска
- Нетішин — Великий Правутин
- Славута — Берездів
- Берездів — Хмельницький
- Славута — Улянівка
- Нетішин — Плоска
- Нетішин — Корець
- Нетішин — Мухарів